# Prosopocera murrea
Prosopocera murrea är en skalbaggsart som beskrevs av William Lucas Distant 1898. Prosopocera murrea ingår i släktet Prosopocera och familjen långhorningar.
Artens utbredningsområde är:
- Botswana.
- Moçambique.
- Zimbabwe.

Inga underarter finns listade i Catalogue of Life.